# Proefballonnetje
Een proefballonnetje is de politieke term voor het bekendmaken van een ideetje van een politicus, om te kijken wat de reacties van het publiek, de media of de politiek zullen zijn. Vaak zijn het ferme uitspraken, die via de media worden uitgespeeld en laat de politicus via marktonderzoek meten wat het publiek van het idee vindt. 
Niet zelden ontstaat er grote commotie over een proefballonnetje, waarna de politicus deze weer terug moet nemen. De term wordt ook buiten de politiek gebruikt: zo schreven Belgische media over een proefballonnetje toen in september 2005 geruchten over een fusie van twee banken, Fortis en Dexia, de kop opstaken.
Bekende voorbeelden van proefballonnetjes:
- 2002: LPF-minister Hilbrand Nawijn voor Vreemdelingenzaken en Integratie pleitte voor herinvoering van de doodstraf en zei dat Volkert van der Graaf (de moordenaar van Pim Fortuyn) als eerste in aanmerking diende te komen voor deze straf.
- 2005: D66-minister Alexander Pechtold pleitte voor het ter discussie stellen van de afschaffing van de hypotheekrenteaftrek.
- 2007: PvdA-minister Guusje ter Horst opperde een alcoholverbod voor mensen onder de 18 jaar, om zo het overmatig drankgebruik tegen te gaan.[1]
- Met enige regelmaat opperen politici (met name van socialistische en liberale partijen als de SP en D66) de afschaffing van artikel 23 in de Nederlandse Grondwet (die openbaar en bijzonder onderwijs aan elkaar gelijkstelt). Zo pleitten enkele VVD-politici (Rita Verdonk, Jozias van Aartsen en Ayaan Hirsi Ali in 2005 voor de afschaffing van de vrijheid van onderwijs.[2] Dit was al diverse malen eerder geopperd, maar voornamelijk het CDA reageerde heftig op die plannen en ziet de vrijheid van onderwijs als een groot goed.